# Охотичи
Охотичи (бел. Ахоцічы) — посёлок в Боровицком сельсовете Кировского района Могилёвской области Республики Беларусь.

## История

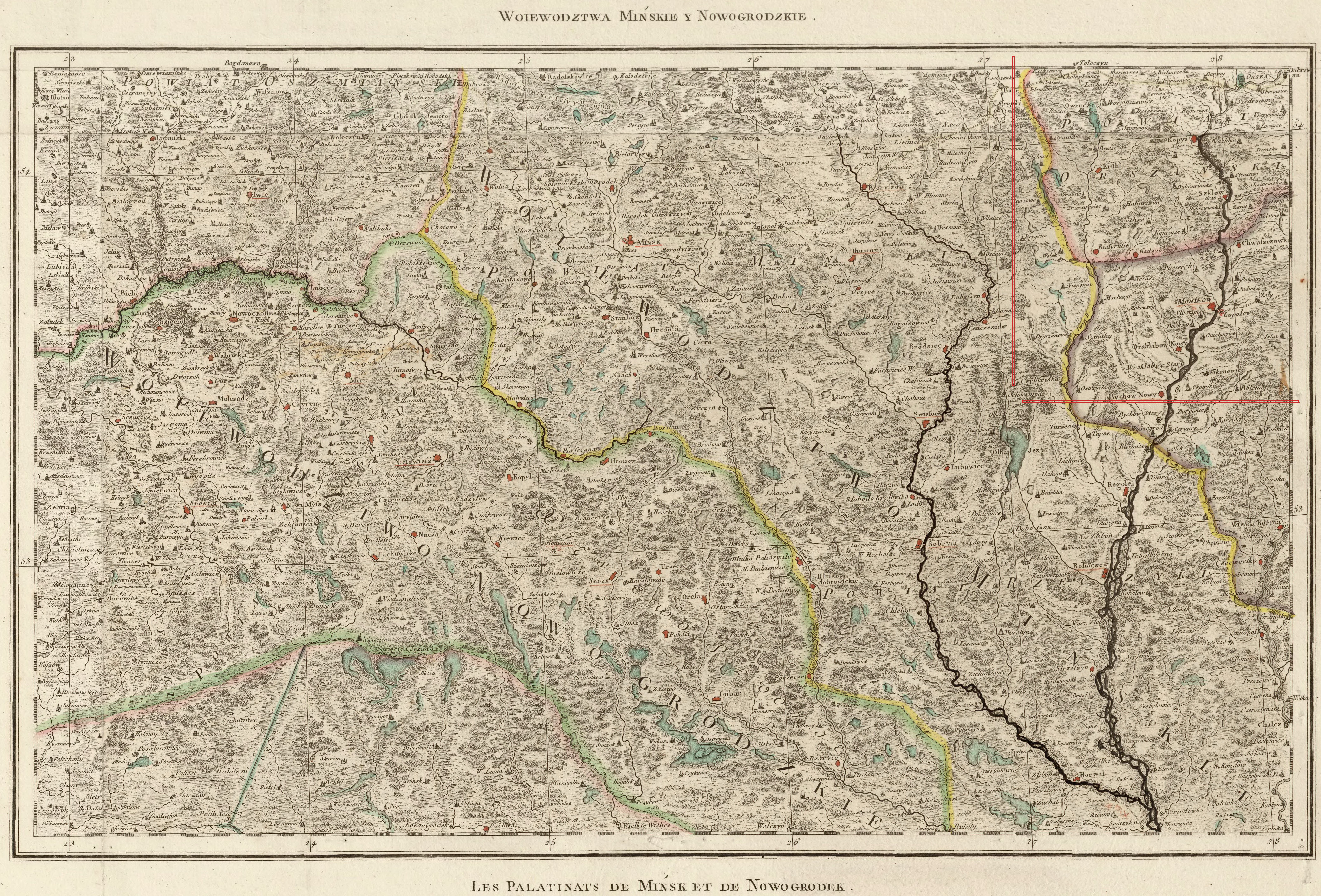
1770 год

Селение Охотичи отмечены на карте Zanonni - Carte_De_La_Pologne Nowogrodzkie 1770 год (см. карту).
В XVIII веке проходил старинный почтовый тракт (на участке Бобруйск - Старый Быхов). В 1830 году  были утверждены планы и сметы на постройку станционных домов в селениях Столпище и Охотичи.
В 1857 году относилась к православному приходу с. Любоничи (89 прихожан). В 1869 деревня в составе имения Охотичи.

## Население

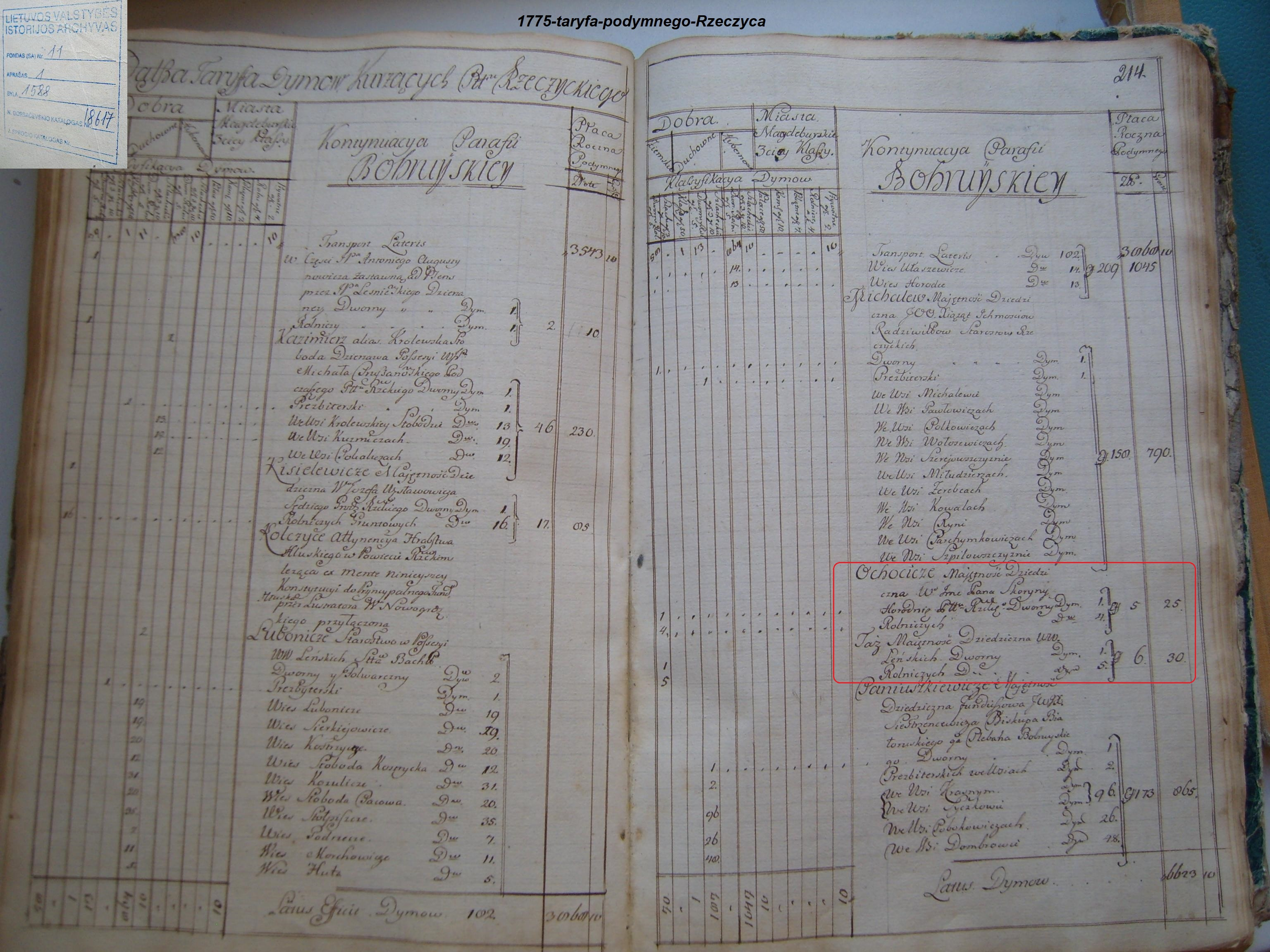
ЛГИА фонд 11 опись 1 дело 1588

1795 год

В 1775 году владельческое, наследственное владение пана Скорыны: 1 двор дворовых и 4 двора землепашцев и пана Ленского: 1 двор дворовых и 5 дворов землепашцев (ЛГИА фонд 11 опись 1 дело 1588).
В 1795 году за панами: Антоном Венедиктовым Гансовским и Михайлом Антоновым Скорыной (см. Ревизские сказки) 
В 1872 году - 52 ревизские души, в Охотичи II - 9 душ. В 1886 году село 29 дворов, 230 жителей, православная церковь (Рождество-Богородичная), хлебный магазин, питейный дом. В 1897 году 67 дворов, 469 жителей. В 1906 году 15 хозяйств деревни входили в состав Старосельского сельского общества (4217 десятин земли). В 1909 году 71 двор, 538 жителей, имение (1 двор, 19 жителей). В 1917 году 96 дворов 549 жителей, хутор (1 двор, 14 жителей). Согласно Всероссийской сельскохозяйственной переписи 1916 года в д. Охотичи проживало 90 семей и 10 семей в Новосёлках. 

## Инфраструктура
В деревне была школа.